# Jesús Esteban Sádaba Pérez
Jesús Esteban Sádaba Pérez (ur. 27 października 1941 w Pampelunie) – hiszpański duchowny rzymskokatolicki posługujący w Ekwadorze, w latach 1990-2017 wikariusz apostolski Aguarico.

## Życiorys
Święcenia kapłańskie przyjął 3 kwietnia 1965. 22 stycznia 1990 został mianowany wikariuszem apostolskim Aguarico ze stolicą tytularną Assuras. Sakrę biskupią otrzymał 3 kwietnia 1990. 2 sierpnia 2017 przeszedł na emeryturę.